# 세르주 오리에
세르주 오리에(프랑스어: Serge Aurier, 1992년 12월 24일, 우라가이오 ~ )는 코트디부아르의 축구 선수이다. 현재 이란 페르시안 걸프 프로리그의 페르세폴리스에서 뛰고 있으며, 소속팀과 코트디부아르 축구 국가대표팀에서 오른쪽 수비수로 뛰고 있다.

## 국가 대표팀 경력
오리에는 2013년 6월 8일에 열린 잠비아 축구 국가대표팀과의 경기에서 코트디부아르 축구 국가대표팀 데뷔전을 치렀다.
오리에는 2014년 FIFA 월드컵에 참가하는 코트디부아르 대표팀의 최종명단에 포함되었다. 첫 조별예선전인 일본전에서 그는 디디에 드로그바가 교체 투입된 후 윌프리드 보니와 제르비뉴의 골을 어시스트해내며 두개의 도움을 기록했고 팀은 2-1로 역전승을 거두었다.

## 플레이 스타일
아프리카 출신 특유의 강한 피지컬, 빠른 스피드와 탄력을 비롯한 운동능력과 적극적으로 공격에 가담하는 활동량, 양질의 크로스를 보유한 클래식한 스타일의 라이트백이다. 점프력이 상당히 좋아서 키가 크지 않음에도 공중볼을 따내는 모습을 자주 보여준다. 특히나 킥력을 바탕으로 하는 크로스가 상당히 정확한 편인데, 이러한 킥력과 전진성을 바탕으로 풀백치고는 득점력이 좋은 선수이다. 전진성이 강해서 가끔식 좋은 전진 패스를 찔러주기도 한다.

### 장점
돌파를 자주 시도하는데 터치가 좀 길지만 그래도 접기와 알까기 그리고 치달 같은 기술을 사용하는 모습을 보여준다. 토트넘 합류 첫시즌에는 기본적인 스로인조차 미스를 내는 모습을 종종 보였지만, 많이 완화되었다. 10번 중의 1번은 좋은 인터셉트를 통해서 공격의 흐름을 끊어낸다.

19/20 시즌 조세 무리뉴 부임 이후 공격적인 역할을 부여 받으며 이전보다 활약이 많아졌다. 여전히 어처구니 없는 패스 실수나 골라인 밖으로 나가는 크로스를 가끔 보여주긴 하지만, 워낙 공격에 가담하는 횟수가 많아지다보니 정확한 얼리크로스로 어시스트를 적립하거나 크로스를 받아 강력한 슛팅으로 마무리하는 등의 모습이 크게 늘고 있다. 무리뉴 체제 하에서 많은 기회를 부여받고 성장할 여지가 있는 선수. 실제로 무리뉴는 맨체스터 유나이티드 시절 애슐리 영과 안토니오 발렌시아 등 공격적인 수비수들을 적재적소에 배치하여 성장시킨 경력이 있다. 19/20 시즌 후반기에는 여전히 기복이 있지만, 전반기보다 나은 크로스 정확도를 보여주고 있으며, 공격이나 수비 둘 중 하나에 집중할 땐 더 나은 폼을 보여주고 있다. 반대로 말하면, 한계 이상의 부하가 가해지면 원래 보여주는 퍼포먼스보다도 못한다. 하나 슬라이딩 태클 등 수비능력은 향상된 것으로 보인다.

20/21 시즌을 앞두고 경쟁자로 맷 도허티가 영입되자 초반엔 경쟁에서 약간 밀려나는 듯 했다. 하지만 경쟁자가 생기면서 동기부여가 되었는지, 공수 양면에서 경기력이 훨씬 좋아진 모습을 보여주고 있다. 무리뉴 부임 후 괜찮아진 수비력이 더더욱 좋아졌고, 퇴화되었다는 공격력도 돌아오기 시작해 양질의 크로스와 돌파를 보여주는 빈도가 많아지고 있다.

### 단점
하지만 부정확한 크로스는 손흥민, 해리 케인에게 도움이 안된다. 풀백치고도 발밑이 많이 투박한 편이다. 이 때문에 빌드업 과정에서 패스 미스나 턴오버가 잦고, 토트넘에 들어와서는 공수 양쪽에서 상당히 불안한 모습을 보여주고 있다.

또한 축구 지능이 좋은 편이 아니라, 수비 시에 상당히 거친 수비를 저질러서 반칙을 저지르고, 카드 수집도 잦은 점과 뒷공간이 많이 노출되는 편

그리고 동료 선수들과 연계 플레이조차 제대로 되지 않는다. 토트넘의 오른쪽 측면에서 공격이 잘 풀리지 않아 이것 또한 손흥민과 해리 케인의 플레이에 좋지 않은 영향을 보여주고 있다.

상기한 내용 외에 오리에의 가장 눈에 띄는 단점은 결정적인 실수가 잦다는 것이다. 단순히 뒷공간을 내주거나 볼을 빼앗기는 게 아니라, 페널티박스 안에서 침착성을 잃어버리고 발을 뻗거나 상대를 밀어 PK를 헌납하는 모습은 가히 오리에의 트레이드마크라 불러도 손색없을 정도이다. 또한 기복이 심해서 잘하는 날에는 공수양면으로 좋은 활약을 보여주지만, 못하는 날에는 크로스도 허공으로 날아가고 수비도 자동문이 된다.

## 기록

### 대회 기록
파리 생제르맹 FC (2014~2017)
- 리그 1 : 2014-15, 2015-16
- 쿠프 드 프랑스: 2014-15, 2015-16, 2016-17

- 쿠프 드 라 리그: 2014-15, 2015-16, 2016-17
- 트로페 데 샹피옹: 2014-15, 2015-16, 2016-17, 2017-18

토트넘 홋스퍼 FC (2017~2021)
- UEFA 챔피언스리그 준우승 : 2018-19
- EFL컵 준우승 : 2020-21

코트디부아르 축구 국가대표팀 (2013~ )
- 아프리카 네이션스컵 : 2015

### 개인 수상 기록
- CAF 올해의 팀 : 2015, 2016
- CAF 네이션스컵 토너먼트 베스트XI : 2015
- 리그 앙 올해의 팀 (2) : 2013–14, 2015–16

## 가족 관계
오리에의 동생인 크리스토퍼 오리에도 오리에가 뛰었던 클럽 RC 랑스에서 활동하였다.